# Jon Stone
Jon Stone est un réalisateur, scénariste, producteur et acteur américain né le 13 avril 1931 décédé le 13 mars 1997 à New York (New York).

## Biographie
Né à New Haven, dans le Connecticut, Stone est diplômé du Williams College en 1952. Il a obtenu une maîtrise de la Drama University of Drama en 1955, date à laquelle il a rejoint un programme de formation CBS. C'est alors que Stone a commencé son travail à la télévision pour enfants, en tant qu'écrivain pour Captain Kangaroo, avant de passer à Sesame Street en tant qu'écrivain et producteur exécutif. Il a également travaillé sur plusieurs autres projets Muppet avant et pendant son passage sur Sesame Street, et a été l'auteur de plusieurs livres pour enfants, notamment Le monstre à la fin de ce livre, publié par Random House sous la forme d'un petit livre d'or.

## Filmographie

### comme réalisateur
- 1978 : Christmas Eve on Sesame Street (TV)
- 1983 : Don't Eat the Pictures: Sesame Street at the Metropolitan Museum of Art (TV)
- 1983 : Big Bird in China (TV)
- 1986 : Learning About Numbers (vidéo)
- 1986 : Learning About Letters (vidéo)
- 1988 : Count It Higher: Great Music Videos from Sesame Street (vidéo)
- 1988 : Sesame Street Special (TV)
- 1991 : Big Bird in Japan (TV)
- 1994 : Sesame Street Jam: A Musical Celebration (TV)
- 1995 : Mr. Willowby's Christmas Tree (TV)

### comme scénariste
- 1969 : Hey, Cinderella! (TV)
- 1973 : Julie on Sesame Street (TV)
- 1975 : The Muppet Show: Sex and Violence (TV)
- 1978 : Christmas Eve on Sesame Street (TV)
- 1982 : John Denver & the Muppets: Rocky Mountain Holiday (TV)
- 1983 : Big Bird in China (TV)
- 1991 : Big Bird in Japan (TV)

### comme producteur
- 1969 : Wild, Free and Hungry : Frank
- 1975 : The Muppet Show: Sex and Violence (TV)
- 1978 : Christmas Eve on Sesame Street (TV)
- 1983 : Big Bird in China (TV)
- 1988 : Count It Higher: Great Music Videos from Sesame Street (vidéo)

### comme acteur
- 1968 : Creature of Comfort